# Theridion rostriferum
Theridion rostriferum är en spindelart som beskrevs av Simon 1895. Theridion rostriferum ingår i släktet Theridion och familjen klotspindlar. Inga underarter finns listade i Catalogue of Life.